# Jacques-Étienne Perrier
Jacques Étienne Perrier est un homme politique français né le 8 mai 1765 à Boffres (Vivarais) et mort le 29 mai 1853 à Boffres (Ardèche).

## Biographie
Membre du directoire du district de Mézenc en 1792, il est procureur impérial à Privas sous le Premier Empire et député de l'Ardèche en 1815, pendant les Cent-Jours.
Il est nommé chevalier de la Légion d'honneur le 14 juin 1804. 
Il meurt le 29 mai 1853 au lieu-dit de Noyer, sur la commune de Boffres.

## Distinctions
- Chevalier de la Légion d'honneur.

## Sources
- « Jacques-Étienne Perrier », dans Adolphe Robert et Gaston Cougny, Dictionnaire des parlementaires français, Edgar Bourloton, 1889-1891 [détail de l’édition]